# Lenda do farol e navio de guerra
A lenda do farol e do navio de guerra (também referido como porta-aviões) descreve um encontro entre duas embarcações que estão em rota de colisão. O navio de guerra, geralmente identificado como da Marinha dos Estados Unidos ou da Marinha Real do Reino Unido, solicita que o outro mude de curso. O outro navio, geralmente identificado como canadense (ocasionalmente irlandês ou espanhol) nega, afirmando que quem deve mudar a rota é o navio de guerra. Ele resposta "Eu sou um farol. Você decide", o que tornou-se uma piada.
A frase circula na internet e em outros meios desde 1995, onde alega ser uma transcrição do Chefe de Operações Navais dos EUA. No entanto, não há evidências de que o evento realmente tenha ocorrido. É, portanto, considerada uma lenda urbana, uma variação de uma piada que data pelo menos da década de 1930. A Marinha dos EUA já afirmou em sua página que trata-se de uma farsa, embora isso não tenha impedido o ex-diretor de Inteligência Nacional dos EUA Mike McConnell de usá-la como uma piada num discurso de 2008. Outros oradores frequentemente a usaram como uma parábola ensinando os perigos da inflexibilidade e do egoísmo, ou a necessidade de consciência situacional. Em 2004, uma empresa sueca dramatizou a história em um premiado anúncio de televisão.